# 小行星3570
小行星3570（英語：3570 Wuyeesun）是一颗围绕太阳公转的小行星。1979年12月14日，紫金山天文台在南京发现了此天体。
这颗小行星的绝对星等为222.5797914862022等。 小行星於1997年被命名為伍宜孫星，紀念伍宜孫先生的貢獻。